# ديناصور ذو ريش

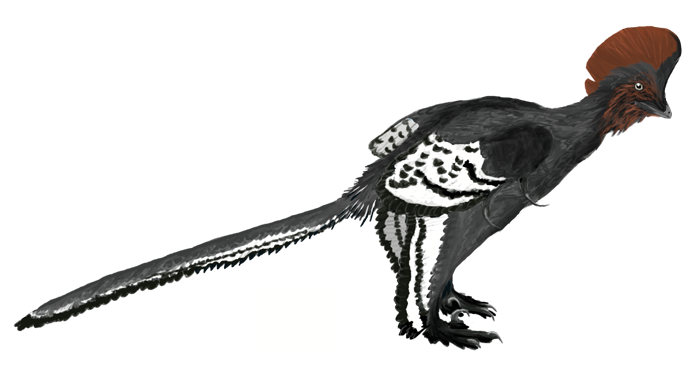
تمثيل أنكيورنيس Anchiornis يوضح توزيع الريش وألوانه.

ديناصورات ذات ريش (بالإنجليزية: feathered Dinosaurus) هي ديناصورات ذات ريش يستطيع بعضها الطيران. اكتشفت خلال السنوات القليلة الماضية أحفوريات تنتمي إلى خط التطور بين ثيروبودا إلى الطيور من ضمنها لديناصورات ذات ريش وطيور قديمة في الصين. ومنذ الاكتشاف الأول ل أركيوبتركس الذي عثر عليه عام 1861 في منطقة سولنهوفر في جنوب ألمانيا، أصبح من المؤكد أن الطيور نشأت من الديناصورات. وكانت الأحفوريات من هذا القبيل نادرة جدا في الماضي.
ويبدو على الطائر القديم (أركيوبتركس) مواصفات مجتمعة من الديناصورات والطيور. ونجد فيه من صفات الديناصورات الذيل الطويل وشكل الصدر والفكين ذوي أسنان وكذلك أضلاع البطن. وله من صفات الطيور جناحين ذوي ريش، وتركيب الرجلين. وتؤيد تلك الاكتشافات نظرية أن الطيور نشأت من الديناصورات. وتؤيد في نفس الوقت نظرية التطور لتشارلز داروين.
بقي الأركيوبتركس كدليل وحيد على تطور الطيور من الديناصورات، وتعددت نظريات عن تطور استطاعة الطيران وما يلزمه من تكوين يشكله الريش من دون التوصل إلى حل نهائي لهذه المسألة.
كان الأركيوبتركس ذو ريش وكان يشبه طيور العصر الحاضر. وكان الجناحان متناظران وتوزيع الريش عليهما يعادل توزيع الريش على جناحي الطيور المعاصرة. فيكوّن الريش الكبير جنبا إلى جنب مساحة الجناح وهي تسمح بمرور الهواء بينها عند رفع الجناح وتنضم لبعضها البعض عندما يضرب الطير بجناحيه الهواء والطيران. ونظرا لكون بنية الأركيوبتركس كانت مماثلة لذلك يسود الآن الاعتقاد بأن الأركيوبتركس كان يستطيع الطيران. هل نشأ الريش من حراشيف الزواحف؟ وكيف؟ فكان ذلك من باب التخمينات (انظر تطور ريش الطيور).

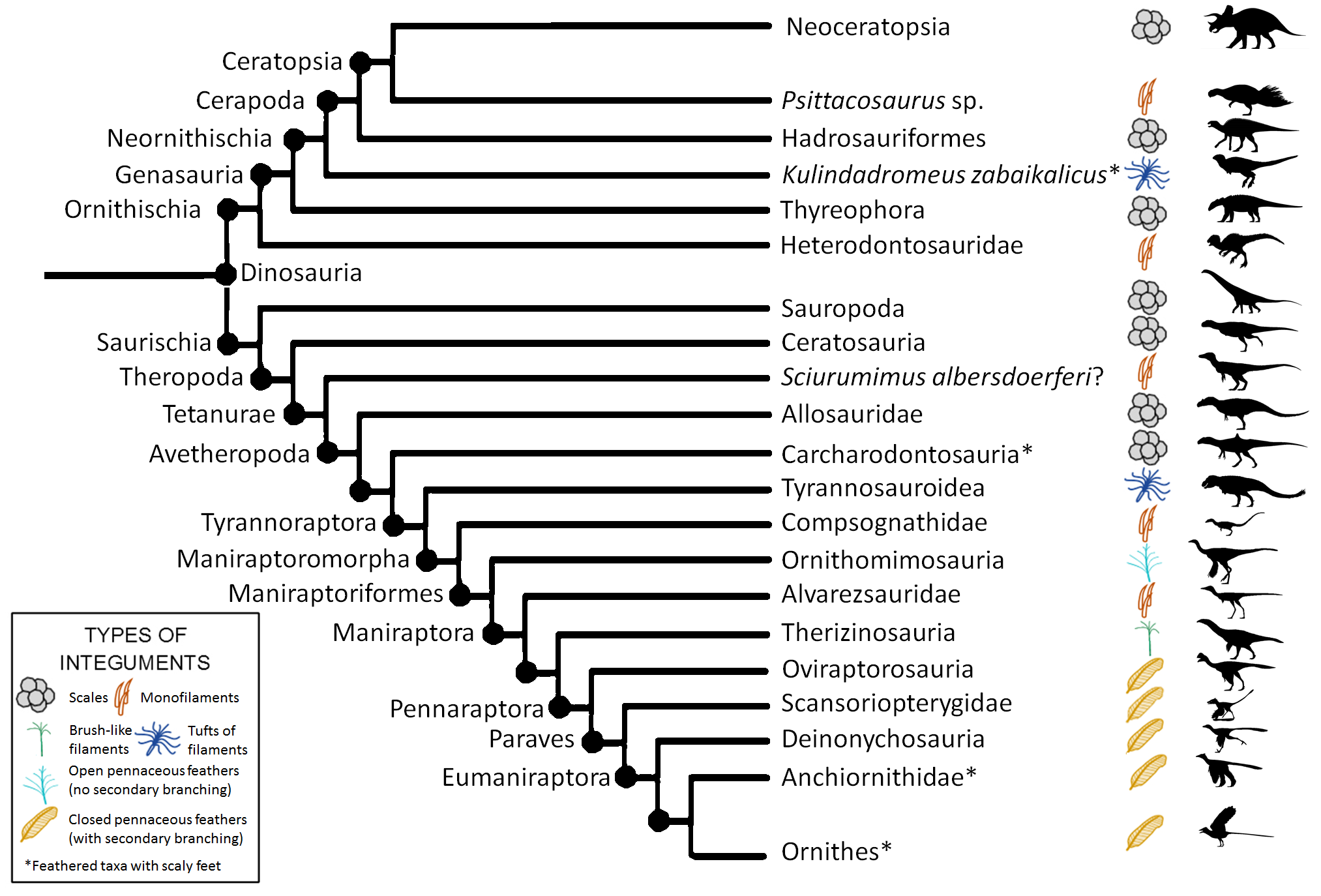
شجرة تطور الدينوصورات وغطاء جلودها: قشور, شعيرات, وبر, ريش (في الأسفل توجد الطيور)

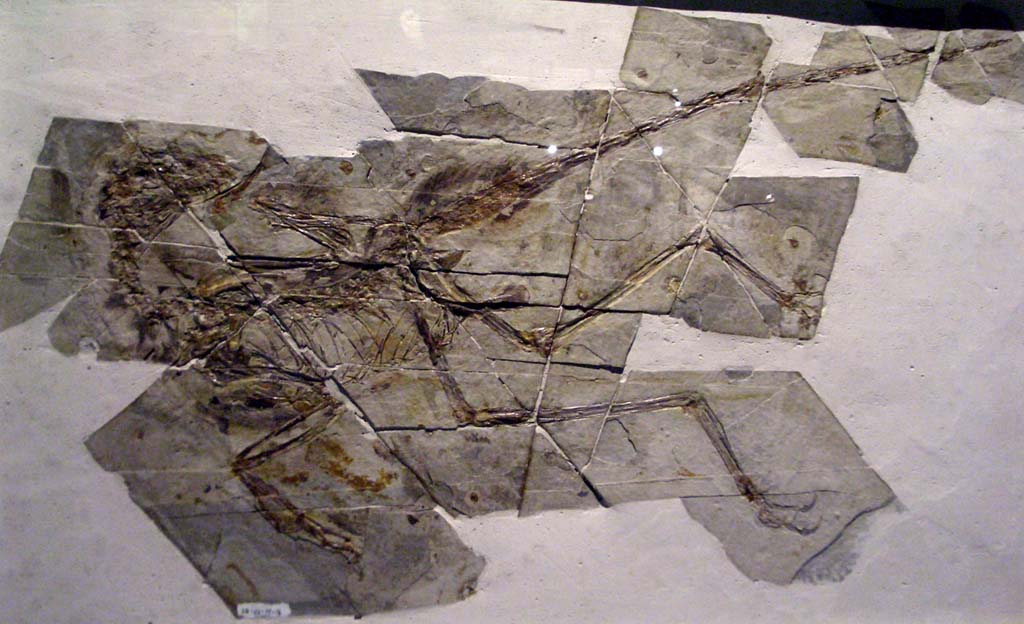
أحفورة الصين Sinornithosaurus وعليها تكوينات تشبه الريش.

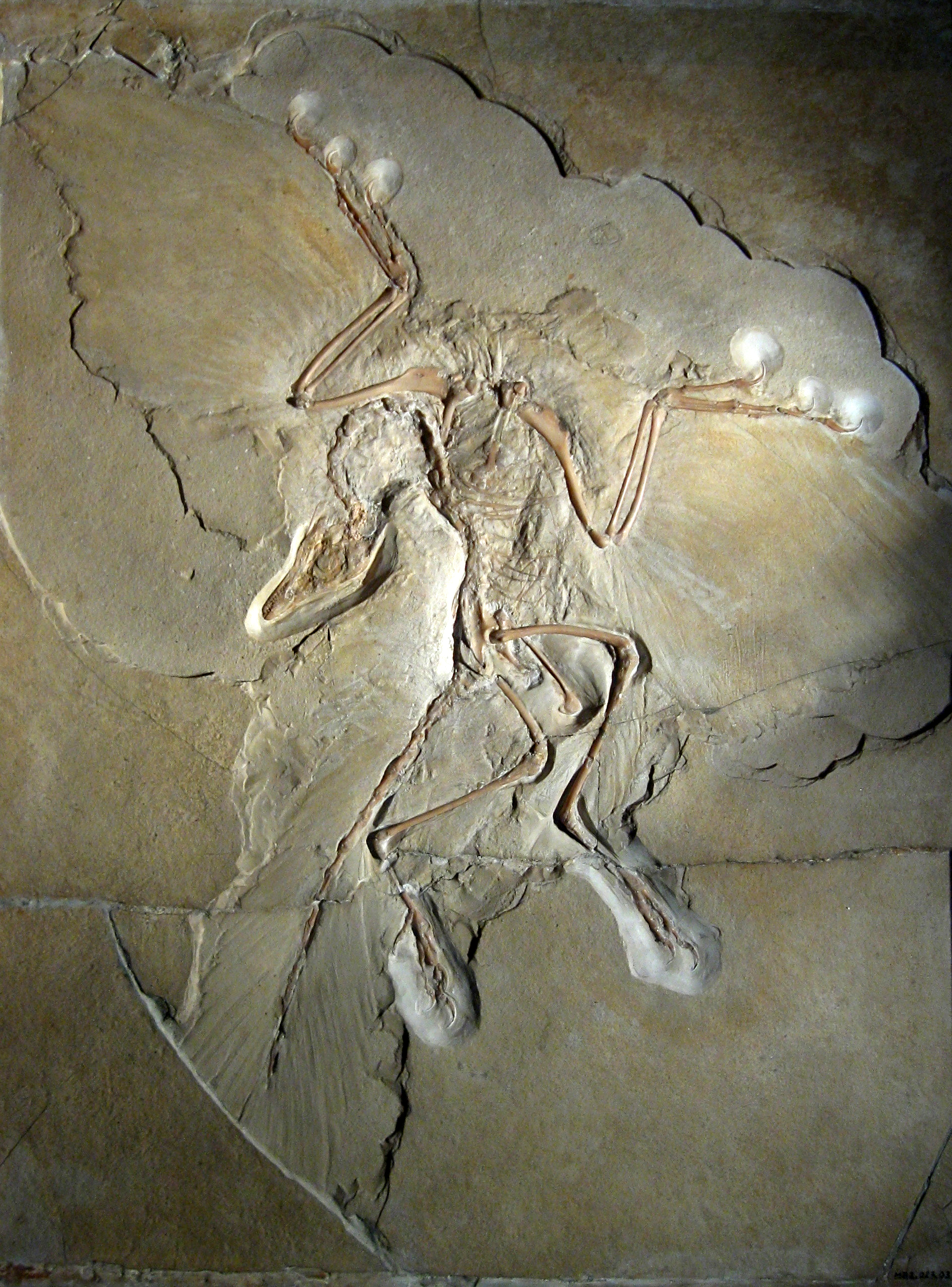
أحفورةArchaeopteryx محفوظة بمتحف برلين.

في عام 1996 عثر الباحثون في مجموعة جيهول في مقاطعة لياونينج بالصين على أحفورة نتج عنها اكتشاف حفريات أخرى هامة. وتمثل تلك الأحفورة الديناصورية أحد الثيروبودا أسموه صينوصوروبتريكس، وجسمه مغطى بمكونات خيطية. بالمثل تبين الأحفوريات التي اكتشفت بعد ذلك في نفس المنطقة في الصين مثل صينورنيثوصور وبايبياوصور - وهي تعتبر حاليا بأنها ديناصورات ذات ريش - أن جسمها مغطى بتكوينات خيطية حيث تجتمع بعض الخيوط على ساق يخرج من الجلد. وبالإضافة غلأى ذلك فقد وجد على الرجلين الاماميتين وعلى الذيل وحدات لها فرع وسطي ومرتبطة به خيوطا على الجانبين متناظرين. ولكنها لم تكن متماسكة مما يرجح أنها لم تكن بغرض الطيران، وإنما بغرض تدفئة الجسم. واستخلاصا من الأحفورات الخاصة ب أوفيراباتور فقد عثر على عش للبيض على أحد المرتفعات وعرف ان تلك المجموعة من الديناصورات لا بد وأن كانت من ذوات الدم الدافئ. ويؤيد ذلك ما وجد من طبقة ريشية تساعد على تدفئة الجسم.
هذا لا يفسر تطور الريش وطيران الطيور تفسيرا كاملا، ولكن الحلقات المفقودة في التطور قلت كثيرا عما كان الحال عليه قبل عام 1996. وتقدم الأحفوريات الصينية شواهدا على طريق فهم تطور الطيور حتى نشأة الطيور المعاصرة. في عام 2001 اكتشفت أحفورة لطير سمي «أبسرافيس» نشرته المجلة العلمية «نيتشر». وهو يشبه إلى حد كبير الطيور المعاصرة، ومنذ اكتشاف ال إكثيورنيس في عام 1870 فلم يعثر على ما يقارب الطيور العصر الحالي مثلما يظهره اكتشاف 2001.

## آراء أخرى
يفسر الباحص ألأمريكي ألان فيدوكسي العلاقة بين الطيور والديناصورات بطريقة مختلفة، فهو يعني أن الطيور ربما قد انفصلت عن الديناصورات من من قبل، ونشأت من الأركوصورات.
وطبقا لهذا الاعتقاد يكون ريش أركيوبتركس قد تطور قبل 150 مليون سنة واتخذ شكله الحالي، وقد عثر على فصائل تيروبودا مثل «كوديبتركس» و«بروتاركيوبتركس» -وهي تعتبر حاليا أصول نشأة الطيور - وهي تمتلك ما يشبه الريش البدائي.

## اقرأ أيضًا
- أصل الطيور
- دروميوصوريداي
- أركيوبتركس
- درومايوصور
- أوسترورابتور
- يوتارابتور
- داينونيكس
- فيلوسيرابتور
- أخيلوبيتور
- ديناصور بتيروداكتيلوس
- ديناصور يي